# Ryehill
Ryehill – osada w Anglii, w hrabstwie East Riding of Yorkshire. Leży 13 km na wschód od miasta Hull i 245 km na północ od Londynu.